# 아네뷔시

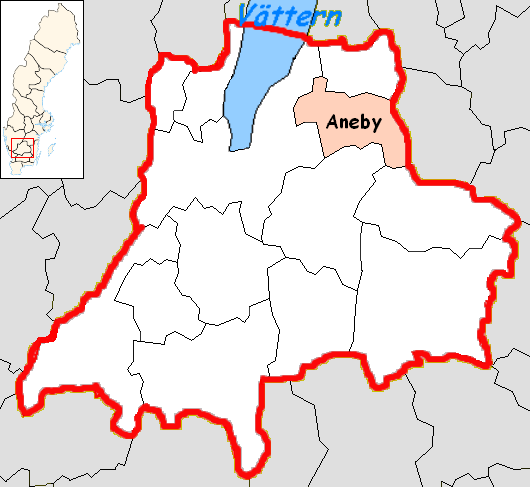
아네뷔 시의 위치

아네뷔시(스웨덴어: Aneby kommun)는 스웨덴 옌셰핑주에 위치한 지방 자치체로 행정 중심지는 아네뷔이며 면적은 553.89km2, 인구는 6,603명(2016년 12월 31일 기준), 인구 밀도는 12명/km2이다.

시 문장